# Jan Sillo
Jan Masoeng Sillo (* 28. November 1976 in Botshabelo; † 11. August 2009 bei Harrismith) war ein südafrikanischer Fußballspieler.

## Sportlicher Werdegang
Sillo begann seine Profikarriere 2003 bei den Bloemfontein Young Tigers. 2006 wechselte der Abwehrspieler zu dem damals noch als Zulu Royals firmierenden AmaZulu Durban, der die Lizenz des Dynamos FC Giyani erwarb und in der Folge in die Premier Soccer League aufstieg. Dort belegte er mit der umgetauften Mannschaft in der ersten Spielzeit den Relegationsplatz. In der Spielzeit 2007/08 platzierte sich der Klub im hinteren Mittelfeld, Sillo hatte dabei ein Tor im Saisonverlauf beigesteuert.
Im August 2009 kam Sillo bei einem Verkehrsunfall ums Leben.